# Thanh Huyền
Thanh Huyền (sinh ngày 10 tháng 10 năm 1942) là một ca sĩ người Việt Nam. Bà nổi tiếng với những ca khúc dân ca và trữ tình cách mạng với hàng loạt ca khúc như "Câu hò bên bờ Hiền Lương", "Đường cày đảm đang", "Mẹ yêu con", "Lời ca dâng Bác". Thanh Huyền được Nhà nước Việt Nam phong tặng danh hiệu Nghệ sĩ nhân dân vào năm 1984 và là nữ ca sĩ đầu tiên được phong tặng danh hiệu này.

## Cuộc đời
Thanh Huyền, tên thật là Trương Thị Thanh Huyền, sinh ngày 10 tháng 10 năm 1942 tại Hà Nội. Bà sinh ra trong một gia đình có truyền thống nghệ thuật, mẹ là một nghệ sĩ cải lương nổi tiếng. Với năng khiếu bẩm sinh, khi Hà Nội được giải phóng vào năm 1954, bà tham gia sinh hoạt trong đội đồng ca thiếu niên Ấu Trĩ Viên của thành phố và Đội Sơn ca do Đoàn Ca nhạc Đài Tiếng nói Việt Nam thành lập (dưới sự dẫn dắt của nhạc sĩ Mộng Lân và Nguyễn Lân Tuất). Bà còn đạt nhiều giải cao trong các cuộc thi ca hát thiếu nhi, liên tiếp trong hai năm 1955 và 1956, bà đã giành giải Nhất về hát đơn ca thiếu nhi toàn thành phố Hà Nội. Sau đó, bà theo học khoa thanh nhạc của Trường Âm nhạc Việt Nam (sau này là Học viện Âm nhạc Quốc gia Việt Nam), dưới sự dẫn dắt của nhiều nhà giáo, nghệ sĩ tên tuổi như Mai Khanh, Thúy Huyền. Bà còn học hát cả hát văn, ca Huế, dân ca Bắc Bộ, điều này đã giúp bà hát thành công nhiều thể loại thanh nhạc.
Năm 1963, sau khi tốt nghiệp khoa Thanh nhạc, Thanh Huyền về công tác tại Đoàn ca múa Nhân dân Trung ương (nay là Nhà hát Ca múa nhạc Việt Nam) cho đến khi nghỉ hưu. Bà đã cùng đoàn đi lưu diễn tại Liên Xô, Cuba, Trung Quốc và nhiều nơi tại Việt Nam trong giai đoạn Chiến tranh Việt Nam, vào các chiến trường Nghệ An, Hà Tĩnh, biểu diễn tại Pháp, Algérie, Italia để phục vụ Hội nghị Paris.
Thanh Huyền được báo chí đánh giá là một trong những giọng ca hàng đầu của dòng nhạc cách mạng trong suốt những năm 1960–1970. Với giọng hát kết hợp nhuần nhuyễn giữa dân ca và kĩ thuật thanh nhạc cổ điển, bà được xem là giọng ca dân ca kế thừa của nghệ sĩ Thương Huyền. Bà nổi tiếng với nhiều ca khúc được phát trên sóng phát thanh Đài Tiếng nói Việt Nam, những ca khúc dân ca Bắc Bộ (đặc biệt là Quan họ Bắc Ninh) như "Bèo dạt mây trôi", "Xe chỉ luồn kim", "Người ở đừng về", "Gửi anh một khúc dân ca" (Dân Huyền) và những ca khúc tân nhạc như "Đường cày đảm đang" (An Chung), "Lời ca dâng Bác" (Trọng Loan), "Rặng trâm bầu" (Thái Cơ), "Mẹ yêu con" (Nguyễn Văn Tý), "Hát ru" (Hoàng Vân). Thanh Huyền còn là một trong những giọng ca từng nhiều lần biểu diễn trước Chủ tịch Hồ Chí Minh.
Thanh Huyền đã đoạt 3 Huy chương Vàng trong các kỳ Hội diễn chuyên nghiệp toàn quốc. Bà đã được tặng thưởng Huân chương Kháng chiến chống Mỹ hạng Ba, Huân chương Lao động hạng Nhì và Huy hiệu Bác Hồ. Năm 1984, bà được Nhà nước Việt Nam phong tặng danh hiệu Nghệ sĩ nhân dân trong đợt phong thưởng danh hiệu đầu tiên.

## Đời tư
Thanh Huyền kết hôn với đạo diễn điện ảnh Thanh An, hai ông bà sinh được 2 người con, con gái út tên Nguyễn Thanh Hằng nối nghiệp mẹ làm ca sĩ và từng đoạt giải Ba Cuộc thi Đơn ca nhạc nhẹ toàn quốc lần thứ 2 (1991).